# Alois Dvořáček
Alois Dvořáček, né le 26 janvier 1909 et mort à la fin du XXe siècle, est un ancien joueur tchécoslovaque de basket-ball. Il est le frère de Ludvík Dvořáček.